# Die Mitte – Christlich-Soziale

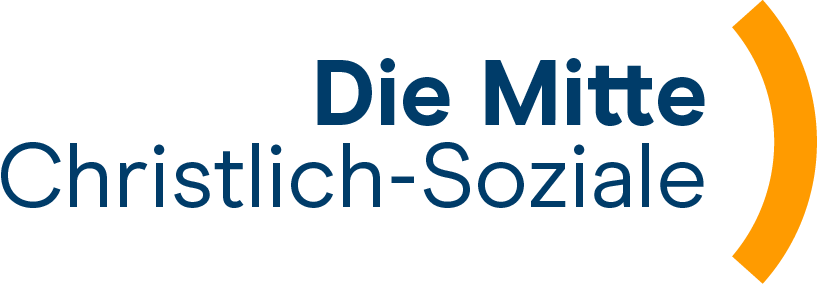
Logo der Parteigruppe Die Mitte ‒ Christlich-Soziale

Die Mitte – Christlich-Soziale ist eine Gruppe innerhalb der Partei Die Mitte in der Schweiz. Sie entstand nach dem Zusammenschluss der Christlichdemokratischen Volkspartei (CVP) mit der Bürgerlich-Demokratischen Partei (BDP) zur Partei Die Mitte aus der Christlichsozialen Vereinigung Schweiz (CSV). Die Vereinigung beschloss, anders als die Mutterpartei, beim Zusammenschluss von CVP und BDP am Begriff «christlich» festzuhalten. Die CSV ihrerseits entstand 2018 aus der Christlichsozialen Partei, der Gruppe von zur CVP gehörenden Kantonalparteien.

## Organisation
Die Mitte – Christlich-Soziale besteht aus kantonalen christlichsozialen Parteien und Gruppierungen innerhalb der Partei Die Mitte, sozialpolitischen Vereinigungen sowie Einzelpersonen und juristischen Personen, die in der Partei Die Mitte politisieren. Geleitet wird sie vom Vorstand. Präsident ist der Solothurner CVP-Nationalrat Stefan Müller-Altermatt, der bereits Präsident der CSV war.
Zurzeit (April 2022) bestehen fünf kantonale Parteigruppen. Sie treten unter verschiedenen Namen auf: die Kantonalpartei Aargau unter dem neuen Namen Die Mitte – Christlich-Soziale, die Kantonalparteien Luzern und Zürich unter dem vorherigen nationalen Namen Christlichsoziale Vereinigung (CSV) und die Kantonalparteien Oberwallis und St. Gallen unter dem vor 2018 verwendeten Namen Christlichsoziale Partei (CSP).
Auf internationaler Ebene ist die Vereinigung Mitglied der Union der Christlich-Sozialen (UCS).

## Politische Positionen
Die Mitte – Christlich-Soziale (nach Statuten «Christlich-Soziale Schweiz») orientiert sich an der Gesinnung und den Zielen der Mutterpartei Die Mitte. Sie definiert ihre politische Positionierung wie ihre Vorgängerorganisationen als christlich-sozial und bezeichnet sich selbst als «die bürgerliche Vertretung der Arbeitnehmenden». Sie orientiert sich an christlich-ethischen Grundwerten und legt ihre Schwerpunkte neben den Kernthemen Familie und Gesundheit auf Soziales und Ökologie. Das C bzw. Christlich stehe für «solidarisches und nachhaltiges Handeln und Respekt vor den Mitmenschen, den kommenden Generationen und vor der Umwelt».

## Geschichte

### Christlichsoziale Partei
Zur Zeit der Gründung des Bundesstaates war die Parteipolitik stark konfessionell geprägt. Einem kirchentreuen Katholiken war es praktisch verunmöglicht, sich einer sozialistisch-laizistischen Organisation anzuschliessen. Hingegen wurden die sozialen Reformen im 19. Jahrhundert von der römisch-katholischen Kirche stark gefördert. Daraus entstanden in ländlichen Kantonen wie Freiburg oder Luzern als linke Ergänzung zur damaligen Katholisch-Konservativen Partei christlichsoziale Parteien.
Weitere christlichsoziale Parteien entstanden in den Städten, wo die soziale Not am grössten war. So erstaunt es wenig, dass im zwinglianischen Zürich unter den eingewanderten Katholiken eine CSP-Sektion gegründet wurde. Eine Katholisch-Konservative Partei gab es in jener Stadt nie. Der immer stärkere Einfluss der Christlichsozialen führte dazu, dass sich die Gesamtpartei 1957 in Konservativ-Christlichsoziale Partei umbenannte.
In 14 Kantonen hatte die CVP 1997 noch eigenständige CSP-Sektionen. In den meisten Kantonen traten sie innerhalb der Gesamtpartei zu den Wahlen an.

#### Kanton Wallis
Im Kanton Wallis waren der konservative und der christlichsoziale Flügel stark ausgeprägt, was mit der Familienpolitik in den einzelnen Dörfern zusammenhing. Während es im französischsprachigen Kantonsteil zunächst zu keiner eigenen Parteigründung kam, spaltete sich 1949 die CSP Oberwallis von der CVP Oberwallis ab, verblieb jedoch bis heute (April 2022) als eigenständige Kantonalpartei innerhalb der CVP Schweiz. Erst 1997 gründete man die CSP Unterwallis, die bis 2005 ebenfalls eine eigenständige Kantonalpartei der CVP war (ähnlich wie die Oberwalliser CVP), seither ist sie unabhängig von der CVP als Teil der CSP. Seit 2023 tritt die CSPO als Neo – Die sozialliberale Mitte auf.

#### Kantone Freiburg und Jura
Die CSP aus den Kantonen Freiburg und Jura schlossen sich nie der CVP an. Diese haben sich 1997 mit von der CVP abgespaltenen Kleinparteien aus Luzern, Graubünden und der Stadt Zürich zur selbständigen Christlich-sozialen Partei der Schweiz zusammengeschlossen. Die eigenständige CSP Schweiz war zwischen 1991 und 2011 im Nationalrat vertreten (zuerst mit Hugo Fasel, anschliessend mit Marie-Thérèse Weber-Gobet).

#### Kanton Obwalden
Die CSP Obwalden trat 2002 aus der CVP aus, da sie kantonsintern oft im Gegensatz zu der in Obwalden ziemlich konservativen CVP stand. Sie hatte von 2005 bis 2010 Beobachterstatus bei der unabhängigen CSP Schweiz, seit 2010 ist sie mit keiner schweizerischen Partei organisatorisch verbunden. Von 2011 bis 2019 stellte sie mit Karl Vogler den Obwaldner Nationalrat, der sich für seine Arbeit als Bundesparlamentarier der CVP-Fraktion anschloss. Sie ist keine Sektion der Christlich-Sozialen.

#### Kanton Zug
In der Stadt Zug bestand seit 1929 eine Christlichsoziale Vereinigung, die an der Seite der CVP politisierte. 1998 entstand aus ihr die eigenständige Christlich Soziale Partei – CSP Zug. Seit 2003 ist die CSP eine kantonale Partei und Mitglied der CSP Schweiz.

### Christlichsoziale Vereinigung Schweiz

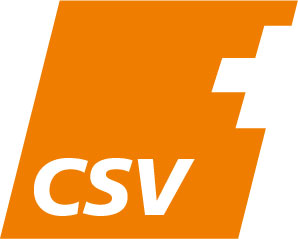
Logo der Christlichsozialen Vereinigung Schweiz (CSV, bis 2020)

Am 7. April 2018 wurde die Christlichsoziale Partei in Christlichsoziale Vereinigung Schweiz (CSV) umbenannt.

#### Organisation
Präsident der Vereinigung war seit ihrer Gründung der Solothurner CVP-Nationalrat Stefan Müller-Altermatt. Die Vereinigung verfügte über fünf kantonale Sektionen: Aargau, Luzern, St. Gallen, Oberwallis und Zürich. Die Abkürzung CSV wurde von der Vereinigung auch mit «Common Sense & Values» interpretiert.

#### Parlamentswahlen 2019
Bei den eidgenössischen Wahlen vom 20. Oktober 2019 trat die CSV erstmals mit eigenen Listen, als Unterlisten der CVP, in den Kantonen Zürich, Aargau und Luzern an. Im Kanton Zürich wurde die Liste von fünf Kandidatinnen angeführt, darunter auf dem Spitzenplatz die bisherige CVP-Nationalrätin Kathy Riklin.